# 廣播塔

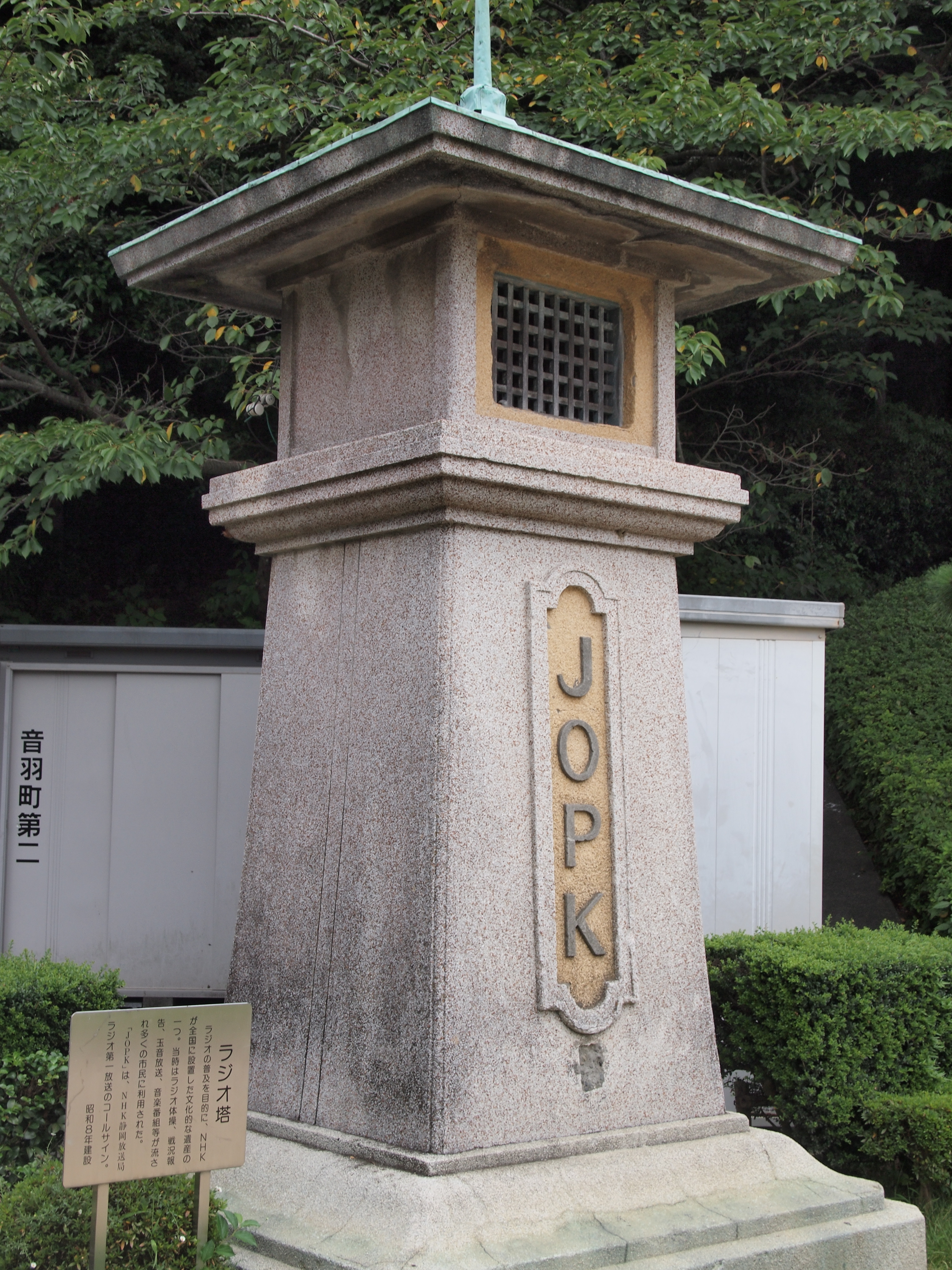
位於清水山公園（靜岡市葵區）的廣播塔

廣播塔（日语：ラジオ塔）是指日本在第二次世界大戰之前，廣播業者為普及廣播而在公園等公共空間設置的內置有收音機的塔。廣播塔大多為木造、石造、水泥造。日本第一個廣播塔位於大阪市天王寺公園。至1943年，日本各地已經有超過450座廣播塔。此外在殖民地的台灣，台灣放送協會亦有在各地設置廣播塔，如臺灣廣播電臺放送亭。